# Oblast Pskov
De oblast Pskov (Russisch: Псковская область, Pskovskaja oblast) is een oblast (bestuurlijke eenheid) van Rusland. Het ligt in het uiterste westen van het Noordwestelijk Federaal District en de hoofdstad is Pskov.
De oblast grenst in het westen en zuiden aan Estland, Letland en Wit-Rusland. Binnen Rusland grenst het aan de oblasten Leningrad, Novgorod, Smolensk en Tver.
Tussen Estland en de oblast ligt ook het Peipusmeer. De belangrijkste rivier in het gebied is de Velikaja. Er zijn meer dan 600 rivieren en 2700 meren in het gebied.
Het gebied ligt geologisch gezien in het Russisch Laagland en is voor 40% bedekt met bos. De regio wordt ecologisch gezien beschouwd als een van de schoonste regio's van Rusland.
Het gebied heeft een gematigd landklimaat. In de zomer is de gemiddelde temperatuur 17 °C en in de winter -7 °C.
Andere belangrijke steden binnen het gebied zijn Velikije Loeki, Ostrov en Nevel.

## Geschiedenis
De regio wordt al sinds de 10e eeuw bewoond door de Russen. De hoofdstad Pskov is een van de oudste steden van Rusland (903). Het gebied behoorde in de 12e en 13e eeuw tot Novgorod. De regio werd echter steeds weer aangevallen door Kruisridders en later ook door Polen. Vanaf de 18e eeuw nam de regio in belang af, doordat Rusland zich steeds verder uitbreidde naar het Westen. In 1708 werd het een regio binnen Ingermanland, in 1717 werd het deel van de gouvernement Sint-Petersburg en in 1727 van het gouvernement Novgorod.
In de Tweede Wereldoorlog werd het gebied tussen 1941 en 1944 bezet door de Duitse Wehrmacht. Op 23 augustus 1944, één maand na de bevrijding, werd de regio afgesplitst van oblast Leningrad en kreeg ze haar huidige naam.
Na het uiteenvallen van de Sovjet-Unie en de daarmee gepaard gaande onafhankelijkheid van de Baltische staten, werd de regio van een belangrijk verkeersknooppunt een randgebied en nam verder aan betekenis af. De bevolking nam onder meer daardoor gestaag af. De regio vormt echter een belangrijk investeringsgebied voor buitenlandse bedrijven, door de relatief goede transportverbindingen. Zo ligt de stad Pskov onder andere op de route Sint-Petersburg - Riga/Vilnius.

## Economie
Tot de belangrijkste economische activiteiten behoren onder andere de houtbewerkings-, voedselverwerkings-, elektro-, textiel- en telecommunicatie-industrie en de landbouw. De regio is Ruslands grootste producent van laag-krachtige elektronische motoren voor huishoudelijk gebruik en computergestuurde en gemechaniseerde voorzieningen.
Ondanks haar ogenschijnlijk gunstige ligging, is de Pskov Oblast toch een van de armste gebieden binnen de Russische Federatie.
Het gebied wordt verder regelmatig bezocht door toeristen vanwege haar bossen, meren en andere bezienswaardigheden. De regio is daarvoor ook geschikt dankzij haar gunstige klimatologische en geografische ligging.

## Demografie
| 1926      | 1939      | 1959    | 1970    | 1979    | 1989    | 2002    |
| --------- | --------- | ------- | ------- | ------- | ------- | ------- |
| 1.678.000 | 1.551.000 | 953.000 | 875.000 | 850.000 | 846.000 | 760.800 |